# Alex Cox
Alexander Cox (Liverpool, 15 december 1954) is een Brits filmregisseur, acteur en auteur van non-fictie. Cox geldt als een "indie", dat wil zeggen dat zijn films niet worden gemaakt door de grote productiemaatschappijen. Hij studeerde aan de Universiteit van Oxford.

## Films
- 1980 - Edge City
- 1984 - Repo Man
- 1986 - Sid & Nancy
- 1987 - Straight to Hell
- 1987 - Walker
- 1992 - El Patrullero
- 1996 - The Winner
- 1996 -  Death and the Compass
- 1998 - Three Businessmen
- 2002 - Revengers Tragedy
- 2007 - Searchers 2.0
- 2009 - Repo Chick
- 2014 - Bill, the Galactic Hero
- 2017 - Tombstone Rashomon